# Synagoge Cloppenburg
Koordinaten: 52° 50′ 51,3″ N, 8° 2′ 19,7″ O
Die Synagoge in Cloppenburg bestand vom 19. Jahrhundert bis 1938 in  Cloppenburg. Die Synagoge befand sich an der Einmündung der Krankenhausstraße in die Ritterstraße.

## Geschichte
Die Synagoge wurde unter der Leitung des Gemeindevorstehers Daniel Meyer auf einem vom Großherzog überlassenen Grundstück im Hofkamp gebaut und im September 1866 geweiht. Zuvor existierte ein Bet- und Schulraum mit Lehrerunterkunft in einem gemieteten Haus. Die Baukosten in Höhe von etwa 1400 Reichstalern wurden durch Spenden der Gemeindemitglieder, Eigenleistungen, das Amt Cloppenburg sowie das Staatsministerium Oldenburg gedeckt. Auch die beiden christlichen Gemeinden des Ortes stellten Mittel zur Verfügung.
Mit dem Bau der Synagoge wurde der alte jüdische Friedhof aufgelassen. Um 1870 legte die Gemeinde einen neuen Friedhof bei der Synagoge an, der noch heute existiert. Um die Kultusvorschriften zu wahren, wurde zwischen Synagoge und Friedhof eine hohe Hecke gepflanzt.

### Zerstörung
Beim Novemberpogrom 1938 wurde die Synagoge  am 9. November durch die SA in Brand gesetzt. Die herbeigerufene Feuerwehr schützte unter Protest nur die umliegenden Gebäude. Der jüdische Friedhof wurde geschändet, indem Schüler nach Aufforderung durch Lehrer die Grabsteine umstießen. Außerdem ließen die Lehrer ihre Schüler Schmähzeichnungen anfertigen.
Nach der Zeit des Nationalsozialismus wurde versucht, die Täter aus den Reihen der Cloppenburger SA zur Rechenschaft zu ziehen. Bereits im November 1945 strengte die Staatsanwaltschaft in Oldenburg Ermittlungen an, um die SA Männer zu belangen. Der Prozess fand schließlich 1950 in Oldenburg statt.  Die Rädelsführer waren in der Mehrzahl im Zweiten Weltkrieg gefallen (Selow, Braasch, Beermann und Stegeman). Insgesamt 52 SA Männer konnten nicht der Brandstiftung überführt werden. Auch den beiden überlebenden SA Führern Ortmann und Nortrup, die von Zeitzeugen später wiederholt genannt wurden, konnte nichts nachgewiesen werden. Verurteilt wurden die Angeklagten Ortmann und Bregen wegen Landfriedensbruch, Freiheitsberaubung und Verbrechen gegen die Menschlichkeit, das weitere Verfahren gegen die Angeklagten Rüver und Pieper wurde aufgrund eines Amnestiegesetzes eingestellt.

## Baubeschreibung
Die Synagoge hatte einen rechteckigen Grundriss, war fast 8 Meter breit und rund 10 Meter lang, so dass sie eine kleine Synagoge war. Der Bau wirkte jedoch massiv, was auf die schlichten, starken Mauern aus gefugtem roten Klinker zurückzuführen war. Die Firsthöhe betrug 2 Meter und das Dach war ein Walmdach, das mit Hohlziegeln gedeckt war. Der zentral angelegte Eingang der Synagoge befand sich an der Westseite der Fassade und war durch ein Portal aus zwei schweren Türflügeln hergestellt. Über dem Portal thronte ein Davidsstern. Die Fassade im Osten war architektonisch gegliedert, während die Nord- und Südfassaden zwar schmucklos waren, jedoch mit zwei hohen, gerundeten Fenstern versehen waren. Die vier Ecken der Fassade waren mit weiteren Ziegelsteinen verziert.
Über zwei Stufen gelangte man in den Innenraum, zunächst in einen Vorraum. Darüber gab es eine Empore, von der aus die weiblichen Gemeindemitglieder den Gottesdienst verfolgten, und zu der eine Treppe auf der Nordseite führte. Über den Vorraum gelangte man in den eigentlichen Gebetsraum, der nach Osten ausgerichtet war.  Der Thoraschrein befand sich an der Ostwand. Der Mittelgang zwischen zwei Reihen von Bänken führte auf das Vorbeterpult (Almemor) zu, dass auf einem Podest (Bima) etwa in der Mitte des Raumes stand.

## Gedenken
1983 wurde am ehemaligen Standort der Synagoge eine Stele mit einer Bronzeplatte errichtet. Die Inschrift lautet:
„Hier stand die Synagoge, das Gotteshaus der Jüdischen Gemeinde Cloppenburg, frevelhaft zerstört am 9. November 1938.

Der Friedhof unserer jüdischen Mitbürger soll erinnern und ewig mahnen. Lasst uns Frieden halten!“

Darunter der Zusatz auf Hebräisch:

„Es soll Frieden sein in der ganzen Welt!“